# La Crime
La Crime is een Franse film van Philippe Labro die werd uitgebracht in 1983. 

## Verhaal
Een gerenommeerde bedrijfsadvocaat wordt neergeschoten in het gerechtsgebouw van Parijs. Commissaris Martin Griffon, politie-inspecteur bij de Criminele Brigade, wordt met het onderzoek naar de moord belast. Alles gebeurt onder het toezicht van zijn ex-collega en rivaal Jean-François Rambert van de algemene inspectiedienst van de Franse nationale Politie.
In zijn streven om achter de identiteit en het motief van de moordenaar te komen heeft Griffon af te rekenen met corruptie en bedrog. 
Geruggensteund door de journaliste Sybille Berger dringt hij door tot de hogere regionen van de macht. Ze ontdekken er een complot. 

## Rolverdeling
| Acteur                 | Personage                                       |
| ---------------------- | ----------------------------------------------- |
| Claude Brasseur        | commissaris Martin Griffon                      |
| Jean-Claude Brialy     | Jean-François Rambert                           |
| Gabrielle Lazure       | Sybille Berger                                  |
| Jean-Louis Trintignant | Christian Lacassagne, de minister van Transport |
| Dayle Haddon           | Suzy Thomson, alias D'Annunzio                  |
| Robert Hirsch          | Avram Kazavian                                  |
| Jacques Dacqmine       | meester Antoine d'Alins                         |
| Yves Beneyton          | Millard, de kabinetschef van Binnenlandse Zaken |
| Robert Cantarella      | een lid van de Criminele Brigade                |